# 北方之星 (城市)
北方之星（Nordstern）又稱新特隆赫姆（Neu Drontheim），是納粹德國在第二次世界大战期间计划建在挪威占领区的一座全新的德意志大都会。在规划中，该城市人口将在25万到30万之间。
北方之星的建设地位于挪威城市特隆赫姆西南方。北方之星在规划时是要和一座大大型海陆军基地连结在一起的，这样德国便可获得前所未有的北大西洋制海权，海军元帅埃里希·雷德尔和卡尔·邓尼茨都强烈支持北方之星建設计划。
阿道夫·希特勒打算把这座新城打造为“德国的新加坡”。战争期间，特隆赫姆本身就已经被德国人改造成了一座大型U型潜艇基地。

## 战略价值
德意志國防軍征服挪威后，納粹德國军方高层看到了对外扩张的新机会。德方认定，特隆赫姆以及其附近的特隆赫姆峡湾位置的战略价值非常之高。

## 历史
在希特勒于1941年正式开启北方之星建設项目前，元首總部里早就开始了将特隆赫姆周边海湾改造为全新的德军海军基地的准备工作。由于要将特隆赫姆变为德国的永久领土，德方意识到要为即将生活在这里的德国海员及其家属做些安排。希特勒总结说，要建新港口，就免不了在附近再盖一座新城市，一座能容下25万人的城市。他称这个想象中的新定居点为“北方之星”。
1941年5月1日，阿尔伯特·斯佩尔收到了海軍總司令部的维尔纳·福克斯海军中将发来的兴建新的大型船厂的要求。6月21日，在海军埃里希·雷德尔的陪同下，阿尔伯特·斯佩尔來到德國總理府會見希特勒。会面期间，希特勒不仅要亲自决定北方之星的确切位置，还要通过爆破的方式在花岗岩悬崖上凿出个大型潜艇基地。后来在1942年5月13日，希特勒在一次军备会议上又进一步谈论了建造新城及其配套军事基地的事。
1943年，德方开始了首次地表爆破。为了给建筑工地提供劳动力，德国人还在厄伊桑德建了个战俘营。德国人还铺设了一条备用飞机跑道。下属给希特勒准备了特制地图，他就在上面寻找修建码头、船坞及其配套设施的最理想位置。技术人员给他搭建了一座几米高、细节极为丰富的比例模型，该模型于1945年在柏林毁于盟军轰炸。

### 放弃项目
在战局开始向德国不利的方向发展后，北方之星及码头的建造项目暂停了，并无限期推迟。提尔皮茨号于1944年11月被炸毁后，大部分德国海军高层人员都被解职，项目因而彻底被弃。
时至今日，在特隆赫姆峡湾之滨，依然能看到德国人当年构筑的混凝土地基的部分遗迹。

## 位置、规模和计划
納粹德國當局计划将北方之星建在特隆赫姆西南方15-20千米处的厄伊桑德的湿地上。按计划，该城市能容纳30万德国居民，因此需要在一片约300公顷的区域里建造55000座居民住宅。城市还将拥有一座大型艺术博物馆，作为将来的大日耳曼國北部的主要艺术展馆，只展出“德国大师们的作品”。北方之星和特隆赫姆之间将建成一条高速公路，公路穿越丹麦的小贝尔特海峡和大贝尔特海峡，之后进入瑞典和挪威的西南部，与德国北部的居民点联通。
在计划中，北方之星的海军基地的船厂、船坞以及U艇基地面积将非常之大，因为在设想中，战后的德国海军将拥有数百艘潜艇、几十艘超级战列舰以及几艘航母。按希特勒的话讲，在军事要塞用途上，大英帝国的新加坡与北方之星相比就是“区区儿戏”。

## 大西洋壁垒
北方之星作为德国计划中的一大重要海军基地将在大西洋壁壘大幅扩建方案中扮演重要角色。
纽伦堡审判期间，纳粹高官承认，希特勒不仅想把特隆赫姆一直据为己有，还要把其他许多滨海城市，如法国的布雷斯特、瑟堡都变成納粹德國的飛地，类似于苏联在冬季战争后于芬兰城镇汉科暂时建立的军事基地。因此，北方之星将成为德国众多军事半殖民地中的一个，居民将基本全是德国人。